# Babinagusizza
Babinagusizza o Babina Gusizza (in croato: Babina Guzica) è un isolotto disabitato della Dalmazia settentrionale in Croazia; si trova nel mare Adriatico a nord di Curba Grande e fa parte delle isole Incoronate. Amministrativamente appartiene al comune Morter-Incoronate, nella regione di Sebenico e Tenin.

## Geografia
Babinagusizza, che si affaccia a nord sul mare di Morter (Murtersko more), si trova un miglio a sud-est di Smogvizza e a circa 1,1 km da Curba Grande. L'isolotto ha una forma ovale; la sua superficie è di 0,012 km², lo sviluppo costiero di 0,42 km e l'altezza di 17,3 m.
Un piccolo faro si trova 550 m a ovest dell'isola, in mare aperto.

### Isole adiacenti
- Figarola Piccola[11], Smoquizza piccola[6] o Smoquiza piccola[7] (Smokvica Mala), scoglio di forma allungata con un'area di 0,011 km²[1] e l'altezza di 6 m[2], a sud-est di Smogvizza, a 220 m[2] circa di distanza 43°43′26″N 15°29′15″E.
- Martignacco (Mrtovnjak), a est.
- Isolotti Sgrisagne (Skrižanj Veli e Mali), ta sud-est.

### Cartografia
- (HR) Mappa topografica della Croazia 1:25000, su preglednik.arkod.hr. URL consultato il 7 ottobre 2017.
- G. Giani, Carta prospettiva delle Comuni censuarie della Dalmazia, foglio 6, 1839. Fondo Miscellanea cartografica catastale, Archivio di Stato di Trieste.
- Carta di cabottaggio del mare Adriatico, foglio VII, Milano, Istituto geografico militare, 1822-1824. URL consultato il 6 luglio 2017 (archiviato dall'url originale il 13 aprile 2013)..